# Skály v zoologické zahradě (přírodní památka)
Skály v zoologické zahradě jsou přírodní památka na jihozápadně orientovaném svahu v zoologické zahradě v městské části Praze-Troji, vyhlášené nařízením Rady hl. m. Prahy s účinností od 1. prosince 2014.

## Historie
Předpokládá se, že toto území bylo odlesněno již poměrně dávno, na sklonku 19. století byly svahy zalesněny trnovníkem akátem. Tím došlo k podstatnému zmenšení enkláv teplomilné vegetace.
Přírodní hodnoty tohoto svahu byly od osmdesátých let 20. století poměrně dobře prozkoumané. Po roce 2000 se několik prací zabývalo geologií tohoto území, mimo jiné též v souvislosti s výstavbou tunelu Blanka a v souvislosti se záměrem rekonstrukce a zpřístupnění cesty vedoucí svahem (tzv. Zakázanky).
Návrh na vyhlášení přírodní památky v radě města předložil v roce 2014 radní Lukáš Manhart. Dotčené orgány státní správy vyslovily s předloženým záměrem souhlas, veřejnost ani pražské městské části nevznesly žádné připomínky. Připomínku podal pouze Odbor městského investora – OMI, který vyjádřil obavu o další možnost rozvoje Zoo, a Ministerstvo životního prostředí ČR, podle nějž se návrh nedržel jím doporučené metodiky a obsahoval také několik formulačních vad.
Zoologická zahrada hl. m. Prahy v polovině října 2014 vyjádřila s návrhem souhlas. Podle jejího ředitele jsou hranice přírodní památky vymezeny v souladu s Generelem rozvoje a výstavby a vymezení nebude vyžadovat žádné finanční náklady ze strany zoo ani stavební úpravy stávajících objektů dnes ani v budoucnu. Konkrétně jmenoval cestu Zakázanka, cesty pod usedlostí Černohouska, těleso lanové dráhy, domácího terárium plazů a výběh s oplocením u paovcí.

## Vymezení

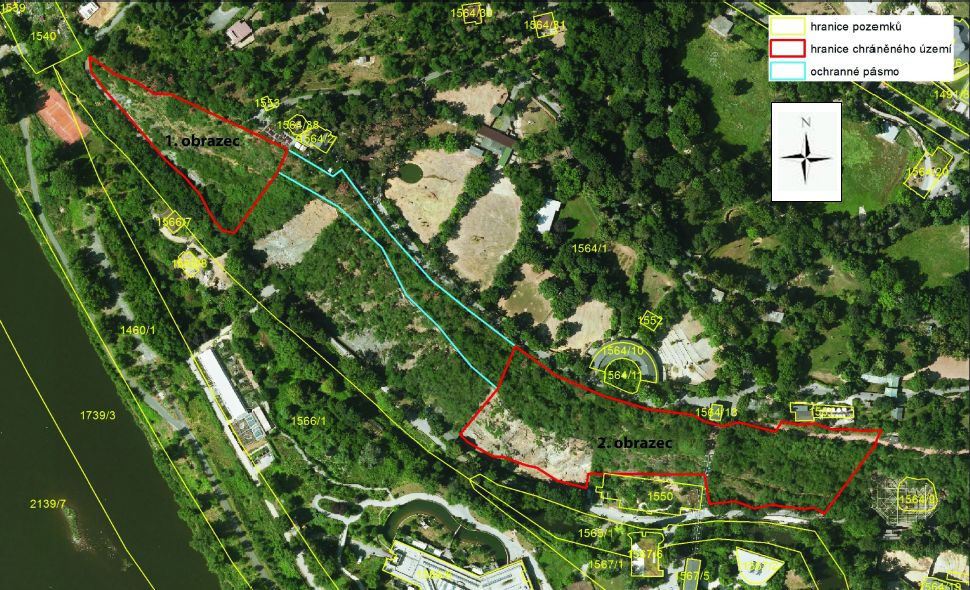
Orientační grafické znázornění území přírodní památky (červeně) a jejího ochranného pásma (modře)

Celé chráněné území leží na jihozápadně orientovaném svahu uvnitř areálu zoologické zahrady a je tedy veřejně přístupné s podmínkou zaplacení vstupného do zahrady a v její otevírací době. Území vyhlášené přírodní památky je tvořeno dvěma částmi, které jsou propojeny užším pásmem, který je vyhlášen jako ochranné pásmo přírodní památky. Východní část leží i pod sedačkovou lanovou drahou. Severozápadní část tvoří jižní svah ostrohu, na kterém v minulosti stála rozhledna Obora. Napříč východní částí i ochranným pásmem prochází cesta zvaná Zakázanka. Celé území spadá do přírodního parku Drahaň-Troja.
Obě části i spojující ochranné pásmo spadají na parcelu 1564/1 v katastrálním území Troja. Rozloha přírodní památky je 1,7605 ha, z toho západní část 0,5015 ha a východní část 1,2590 ha, ochranné pásmo má plochu 0,3600 ha. Nadmořská výška se pohybuje okolo 190–210 metrů.

## Předmět ochrany
Předmětem ochrany je odkryv transgresních sedimentů ordoviku, které spočívají na zvrásněných proterozoických vrstvách ve starém nárazovém břehu Vltavy. Podle plánu péče je odkryv ordoviku je patrný ve dvou oddělených částech – v nižší a
střední části svahu (od výběhu kopytníků až k doposud nepřístupné cestě vedoucí středem svahu) a mezi horní stanicí lanovky a expozicí papoušků. Významné geologické odkryvy se nacházejí v místech, které byly narušeny a tím odkryty při stavbách cest a výběhů. Geomorfologicky spadají do okrsků Turská plošina a Zdibská plošina v rámci podcelku Kladenská tabule.
Vedlejším předmětem ochrany je výskyt chráněných a ohrožených druhů rostlin a živočichů (bezobratlí,
početně významný výskyt plazů, zejména ještěrky zelené) a hodnotná společenstva – skalní vegetace s kostřavou sivou svazu Alysso-Festucion pallentis. Plán péče uvádí ekosystém 6190 Panonské skalní trávníky (Stipo-Festucetalia pallentis), a to na ojedinělých výchozech skalek, které nestačily zarůst akátem, dominantním druhem těchto stepí je podle plánu péče nejčastěji kostřava žlábkatá (Festuca rupicola). Plán péče uvádí, že areál ještěrky zelené pokračuje dále směrem do Podhoří.
Ochranné pásmo je zřízeno k zabezpečení ochrany přírodní památky před blíže nespecifikovanými rušivými vlivy.
Podle plánu péče se biologické důvody ochrany týkají zejména západní části přírodní památky a geologické důvody zejména východní části. Ochranné pásmo je tvořeno méně hodnotnými porosty s výsadbami nepůvodního akátu.

## Ochranné podmínky
Nařízení podmiňuje souhlasem orgánu ochrany přírody zásahy do skalních stěn a používání biocidů mimo zásahy prováděné v souladu s plánem péče. Opravy a údržba stávajícího oplocení, cestní sítě a tělesa lanové dráhy nevyžadují souhlas orgánu ochrany přírody.

## Péče
Plán péče rozděluje chráněné území na 9 dílčích ploch:
Východní část:
- mírnější (méně skalnatý) svah pod cestou spojující horní stanici lanovky a expozici papoušků
- okolí nově veřejně zpřístupněné cesty a svah pod touto cestou k voliéře pro dravé ptáky
- geologicky významné odkryvy ordovických hornin nad zářezem cesty mezi expozicí papoušků a horní stanicí lanovky
- průchozí voliéra ptáků a navazující zasíťovaný svah po nově zpřístupněnou cestu
- skalnaté svahy s geologicky významnými odkryvy ordovických hornin mezi nově zpřístupněnou cestou a stanicí lanovky
- svah nad výběhem paovcí hřívnatých
- výběh paovcí hřivnatých s geologicky významnými odkryvy ordovických hornin

Ochranné pásmo:
- svah pod asfaltovou cestou k restauraci (ochranné pásmo PP)

Západní část:
- otevřený skalní ostroh se společenstvy skal (z přírodovědného hlediska nejcennější část přírodní památky)

Plán péče si klade za cíl zachování významného geologického profilu a vytvoření podmínek pro rozvoj přirozených společenstev rostlin a živočichů, včetně zachování fragmentů stepní vegetace a biotopů entomofauny a zachování diverzity druhů a jejich abundancí, zejména xerotermních organismů. Ideální k obnově stepi s roztroušenými dřevinami by podle plánu bylo obnovení pastvy obcí a koz, lze uvažovat též o kosení (mozaikovým systémem seče) a na menších ploškách případně zimní vypalování. Druhotné zalesnění svahů trnovníkem akátem, ale i například borovicí černou je považováno v současné době za největší ohrožení daného území. Plán péče doporučuje na všech plochách kromě plochy 8 každoroční ruční likvidaci invazních druhů, tedy akátů, pajasanů, kustovnice cizí, a dvakrát ročně chemický postřik výmladků.
Nesoustavné snahy o udržení stepních plošek vyvíjelo zahradnické oddělení zoologické zahrady přibližně od roku 1985. V roce 1991 bylo oficiálně započato s programem návratu ještěrek zelených, zásahy k obnově skalní stepi uskutečnila ZO ČSOP Troja v součinnosti se zahradnickým útvarem zoologické zahrady, avšak vzhledem ke zvolení nevhodného ročního období pro aplikaci přípravku Roundup došlo naopak k omlazení akátového porostu a tím spíše ke zhoršení stavu a zklamání dobrovolných brigádníků. V souvislosti s obnovením stezky vedoucí svahem v letech 2012–2013 proběhly další pokusy redukovat vegetaci akátu opakovaným chemickým ošetřením.
Plán péče konstatuje, že prodloužení cesty úbočím o nový úsek tvoří bariéru pohybu plazů, například jarnímu sestupu užovek k řece, a návštěvnický provoz bude rušit plazy zejména v reprodukčním období. Bezpečnostní pletivo na skalních výchozech komplikuje pohyb ještěrek a snižuje jim úspěšnost lovu. Plán klade otázku, zda umístění pletiv neomezit jen na skutečně riziková místa.
Předpokládané zásahy hrazené orgánem ochrany přírody na desetileté období byly vyčísleny na 110 tisíc Kč za jednorázové zásahy (30 tisíc Kč za vyznačení chráněného území, 60 tisíc za informační stojany a 20 tisíc na vybudování líhnišť plazů) a necelé 2 miliony (440 tisíc Kč ročně) na asanaci vegetace (vyřezávání akátu, seč, pastva, vypalování).